# Aleksandra (Schiff)
Die Aleksandra (russisch Александра, 1991–1992 Taras Shevchenko, 1992–2021 T. G. Shevchenko) ist ein Flusskreuzfahrtschiff, das im Jahre 1991 in Deutschland auf der Elbewerft Boizenburg GmbH in Boizenburg gebaut wurde und zur Dmitrity Furmanov-Klasse, Projekt 302MK, Serie IV, deutsche Bezeichnung – BiFa 129М (Binnenfahrgastschiff 129 Meter) – gehört. Bau-Nummer: 303. Das Schiff wurde von der ТОО Caspiy Ak Jhelken auf dem Kaspischen Meer in Kasachstan als Hotelschiff auf dem Ölvorkommen eingesetzt.

## Geschichte
Das Flusskreuzfahrtschiff mit vier Passagierdecks unter dem Namen Taras Shevchenko wurde 1991 auf der deutschen Werft in Boizenburg für die Reederei „Dneprowskoje Retschnoje Parochodstwo“ (Dnepr-Flussreederei) in Moskau gebaut und als letztes vom Projekt 302MK in die Sowjetunion geliefert. Es gehört zu einer 1983 bis 1991 hergestellten Baureihe von 27 + 1 (Vladimir Vysotskiy – nicht beendet) Schiffen der Dmitriy Furmanov-Klasse, einer Weiterentwicklung der Vladimir Ilyich-Klasse von derselben Werft. Das Schiff verfügt über einen Dieselantrieb mit drei Hauptmotoren. Die T. G. Shevchenko wurde von der ASK „UkrRetschFlot“ auf der Kreuzfahrtstrecke Kiew-Sewastopol-Odessa-Istanbul und nach Kiew zurück betrieben. 2003 beendete das Flusskreuzfahrtschiff unter ukrainischer Flagge trotz des Verbots (in Russland sind Schiffe unter ausländischen Flaggen auf den Flüssen durch Ukas Peters des Ersten nicht zugelassen) erfolgreich die einzigartige, dem 300-jährigen Jubiläum gewidmete Reise auf der Strecke Constanța-Ust Dunaisk (Wylkowe)-Jalta-Cherson-Saporischschja-Dnipropetrowsk-Rostow am Don-Iljevka-Wolgograd-Saratow-Nischni Nowgorod-Tscheboksary-Jaroslawl-Sankt Petersburg-Kischi und zurück. Kapitän der T. G. Shevchenko (Stand 2003) war Anatoli Kot.

## Ausstattung
Alle komfortablen 1-, 2-Bett-Kabinen sind ausgestattet mit Klimaanlage, Kühlschrank, Dusche und WC, 220-V-Anschluss und haben große Fenster (ausgenommen am unteren Deck). Bei Serie 302MK statt 350 nur noch 258 Passagierplätze, statt vier – 20 DeLuxe-Kabinen und gar keine 4-Bett-Kabinen. An Bord sind Restaurant und Bar-Restaurant, 2 Bars, Veranstaltungsraum, Sonnendeck mit Liegestühlen, Musiksalon, Sauna.

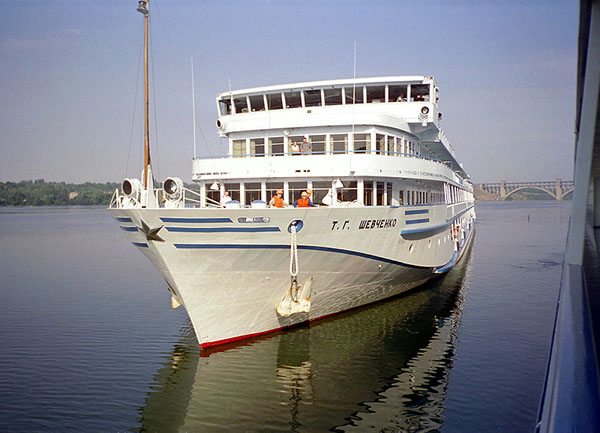
T. G. Shevchenko in Saporischschja im Sommer 2001
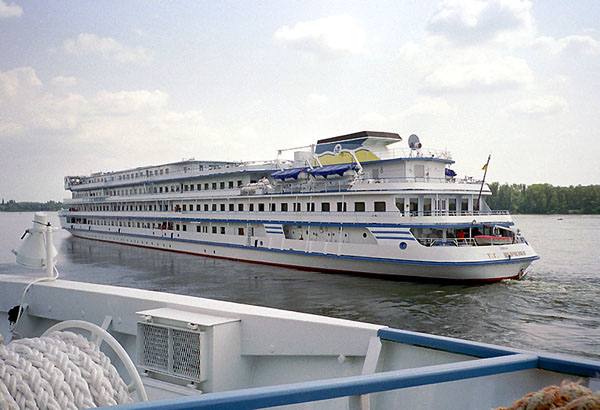
T. G. Shevchenko in Fahrt
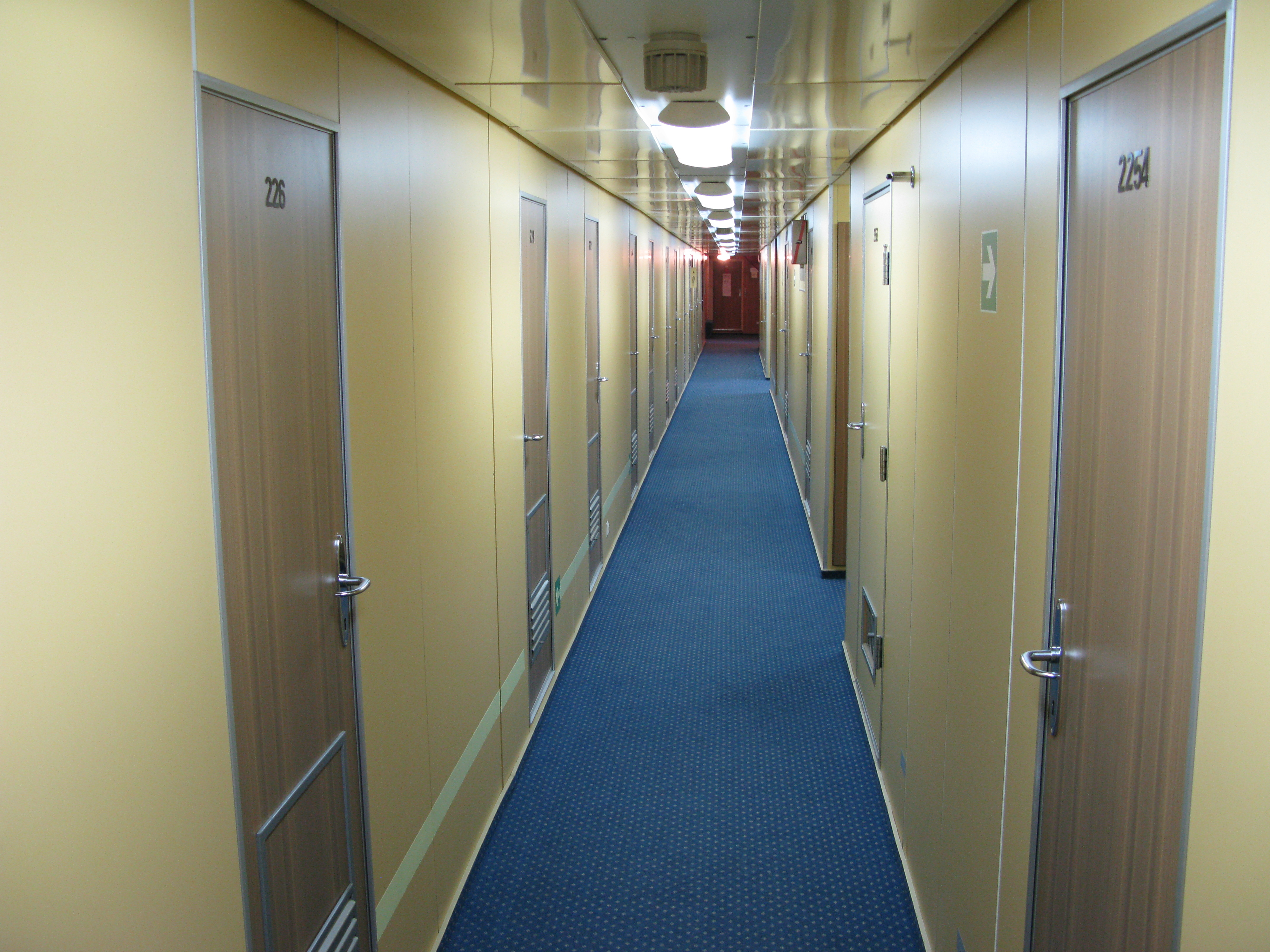
Kabinengang der T. G. Shevchenko